# Sida kingii
Sida kingii är en malvaväxtart som beskrevs av Ferdinand von Mueller. Sida kingii ingår i släktet sammetsmalvor, och familjen malvaväxter. Inga underarter finns listade i Catalogue of Life.